# Mieczysław Pawlak
Mieczysław Pawlak (* 7. Februar 1941 in Klęczany; † 27. Juni 2014) war ein polnischer Politiker (KPN, PSL (M), PL, PdP, ARS). Von 1991 bis 1993 gehörte er dem Sejm in dessen I. Wahlperiode an.

## Leben und Beruf
Pawlak schloss 1967 sein Studium der Raumplanung an der Warschauer Naturwissenschaftlichen Universität ab. Später war er Vorsitzender der polnischen Kammer für Fleischwirtschaft.

## Politik
Pawlak wurde 1980 Mitglied der  landwirtschaftlichen Abteilung der Solidarność. 1989 trat er der Konfederacja Polski Niepodległej bei, für die er bei der ersten vollständig freien Parlamentswahl 1991 in den Sejm gewählt wurde. Gegen Ende der Wahlperiode schloss er sich der Polskie Stronnictwo Ludowe (Mikołajczykowskie) (PSL (M)) von Henryk Bąk an und wurde wie dieser Mitglied der Fraktion der Porozumienie Ludowe (PL). Bei der Parlamentswahl 1993 scheiterte die PL mit nur 2,4 % der Stimmen an der neu eingeführten 5-%-Hürde und Pawlak schied aus dem Sejm aus. In der Folge verließ er die PSL (M). Bei der Parlamentswahl 1997 kandidierte er für den Narodowo-Chrześcijańsko-Demokratycznego Blok dla Polski, der jedoch mit lediglich 1,4 % der Stimmen ebenfalls an der 5-%-Hürde scheiterte. Ebenso erfolglos bewarb er sich bei der Parlamentswahl 2001 um ein Mandat auf der Liste des Wahlkomitees Alternatywa Ruch Społeczny, da auch dieses mit nur 0,4 % der Stimmen die Sperrklausel deutlich verfehlte.